# ちちじま (掃海艇・2代)
ちちじま（ローマ字：JS Chichijima, MSC-605）は、海上自衛隊の掃海艇。えのしま型掃海艇の2番艇。艇名は父島に由来する。はつしま型掃海艇「ちちじま」に次いで日本の艦艇としては2代目。

## 艦歴

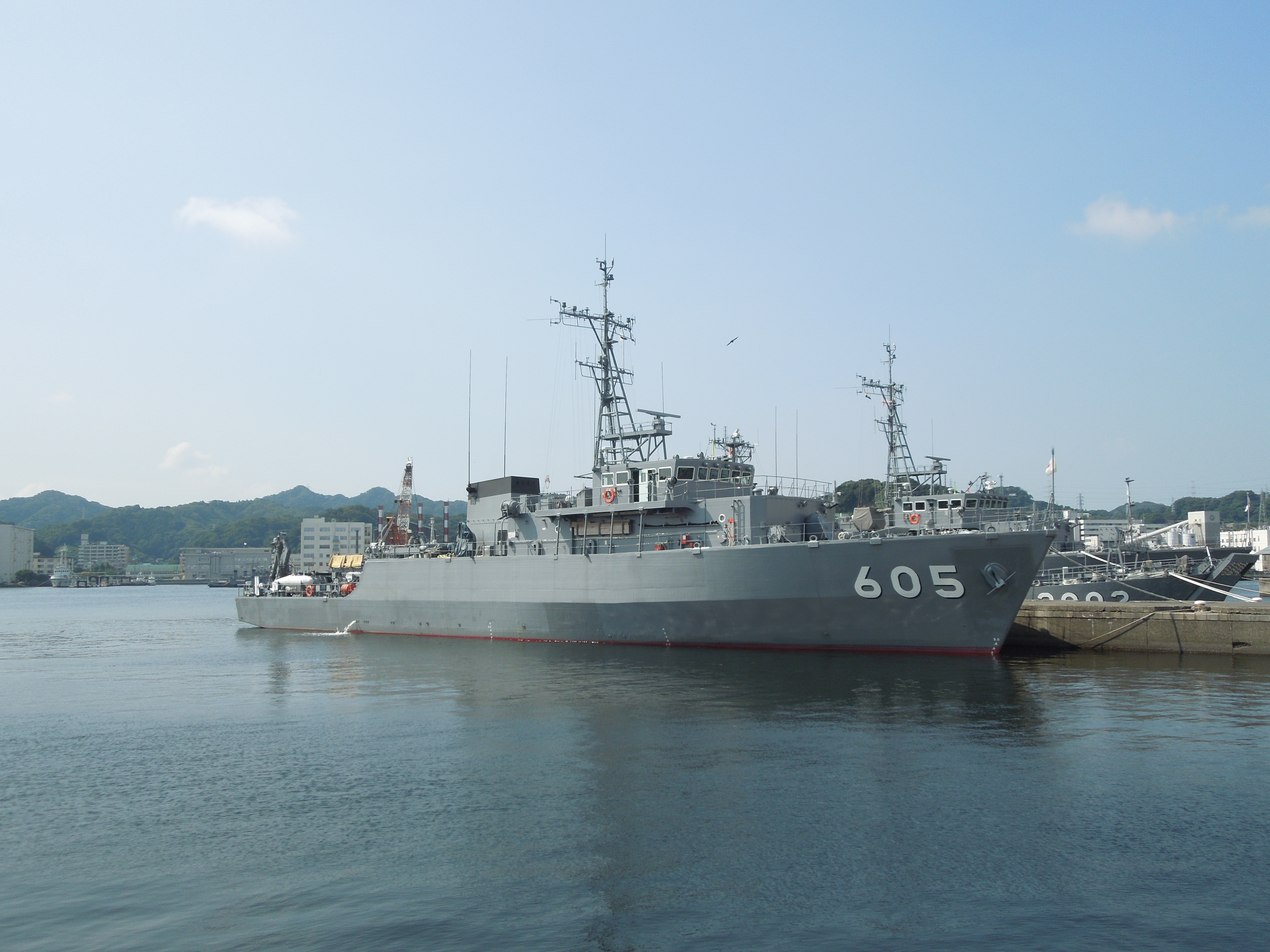
旧塗装時の「ちちじま」

「ちちじま」は平成21年度計画掃海艇397号艇として、USC京浜事業所で2010年5月24日に起工され、2011年11月24日に進水、2013年3月21日に就役し、横須賀地方隊第41掃海隊に編入された。
2014年6月20日から6月29日、硫黄島周辺海域での平成26年度実機雷処分訓練に参加。
2015年2月1日から2月10日、伊勢湾での平成26年度機雷戦訓練に参加。
同年7月18日から7月30日、陸奥湾での平成27年度機雷戦訓練及び掃海特別訓練に参加。
同年11月20日から11月30日、日向灘でのアメリカ海軍との機雷戦訓練及び掃海特別訓練に参加。
2017年2月1日から2月10日、伊勢湾での平成28年度機雷戦訓練に参加。
同年6月16日から6月25日までの間、掃海母艦「ぶんご」、掃海艇「つのしま」、「はつしま」、「ししじま」、「あいしま」、「くろしま」、SH-60Jとともに平成29年度実機雷処分訓練に参加し、硫黄島周辺海域にて機雷掃海、機雷掃討、水中処分員による機雷処分訓練を実施。
2018年3月、女性初の掃海艇艇長として岡田茜1等海尉が着任。
同年6月30日から7月1日、「小笠原諸島返還50周年記念行事」に参加。
同年7月18日から7月30日、陸奥湾での機雷戦訓練及び日米印共同掃海特別訓練に参加。
2022年5月26日以降、同年4月23日に発生した知床遊覧船沈没事故に係る災害派遣（捜索活動）のため、現場海域にて水上捜索活動を実施。
2024年3月12日、第41掃海隊が廃止となり、掃海隊群第1掃海隊に編入。
2025年2月19日から3月2日にかけて、沖縄周辺海空域において実施される日米共同訓練に輸送艦「くにさき」、掃海艦「あわじ」とともに参加する。米海軍からは強襲揚陸艦「アメリカ」、ドック型輸送揚陸艦「ラッシュモア」、遠征用海上基地艦「ジョン・Ｌ・キャンリー」、掃海艦「ウォーリア」が参加し、船舶誘導訓練、PHOTOEX等を実施する。